# José Moreno Villa
Pour les articles homonymes, voir Moreno et Villa (homonymie).
José Moreno Villa, né le 16 février 1887 à Malaga (Espagne) et mort le 25 avril 1955 à Mexico (Mexique), est un archiviste, bibliothécaire, poète, écrivain, journaliste, critique d'art, critique littéraire, historien de l'art, documentaliste, dessinateur et peintre espagnol. Il fut une personnalité importante et engagée de l'Institution libre d'enseignement et de la Résidence d'étudiants de Madrid, où il fut l'un des précurseurs, exerçant de pont avec la Génération de 27 et qu'il fréquenta pendant vingt ans (1917-1937). Lors de la seconde République espagnole, il fut directeur de la bibliothèque royale. Quand la guerre civile espagnole éclata, il s'exila d'abord aux États-Unis, puis au Mexique, où il continua puis termina sa carrière, et où il mourut.
Son œuvre multiple de poète, narrateur, essayiste révèle une gamme thématique variée ainsi qu'une grande capacité pour l'investigation. Son œuvre, cependant, ne commença à être étudiée avec un réel intérêt qu'à partir de 1977 ; pour cela de nombreux critiques et historiens regrettent que son œuvre fut ignorée et soulignent la nécessité de l'examiner.
José Moreno Villa eut un rôle prépondérant dans l'histoire de l'art en Espagne, car il permit aux artistes de son pays de se rapprocher du modernisme.
Sa peinture allait de pair avec sa poésie — le terme « peinture poétique » est très souvent employé pour définir son style — et il se chargea d'être l'instigateur des styles d'avant-garde tout en adoptant et diffusant les styles picturaux les plus représentatifs de son temps, comme celui des Espagnols installés à Paris ou le cubisme.

## Biographie

### Débuts, influences et premiers engagements
José Moreno Villa naquit dans une famille malageña exerçant le métier du commerce de vignobles. Il passait ses étés dans une propriété que possédait sa famille à Churriana. Il n'oublia jamais les bons moments qu'il y vécut : « un beau jour je perds les pédales et vous vous rendez compte que je suis de nouveau à Churriana. Si je me perds, cherchez-moi là-bas. »
Il eut son premier contact avec la poésie au travers des livres que lui offraient ses parents : au lyrisme que sa mère lui transmettait avec la poésie de Gustavo Adolfo Bécquer et qui prit « possession de [sa] sensibilité enfantine », son père lui opposait la poésie rhétorique de Gaspar Núñez de Arce.
Son père l'envoya étudier la chimie à l'Université de Fribourg-en-Brisgau en Allemagne (1904-1908) afin de moderniser la production viticole familiale. Il fut d'abord logé dans une famille de Bâle, qui accueillait également d'autres étudiants. L'éloignement des siens, de sa terre et ses difficultés à s'intégrer alors qu'il n'avait que 17 ans, lui firent se « sentir seul, abandonné dans la forêt », et pénétrer dans un monde « confus et sylvestre » ; il refléta d'ailleurs ce sentiment dans son premier poème important, La selva fervorosa, dédié à Ramón Pérez de Ayala et qui sera inclus dans son deuxième livre, El pasajero. Ce livre contient par ailleurs un prologue-essai sur la métaphore écrit par José Ortega y Gasset, de qui il fut très proche une fois installé à Madrid, et depuis que ce dernier reçut des mains de Alberto Jiménez Fraud, lui aussi ami intime de Moreno Villa, le premier poème que celui-ci voulait publier dans Los lunes del Imparcial ; poème que José Ortega y Gasset apporta lui-même au journal, et qui fut, selon Moreno le premier déclic dans sa carrière.
Son séjour en Allemagne fut important pour le développement de la sensibilité poétique de Moreno Villa, car c'est là-bas qu'il se rendit compte qu'il ne pourrait satisfaire les espoirs et les investissements que son père avait placés en sa carrière de chimiste et qu'il commença à écrire. Il lut beaucoup de poésie allemande dont l'influence se fit sentir dans ses écrits, en particulier Goethe, Heine, Schiller, Uhland, Stefan Zweig, Rilke, Hofmannsthal (qu'il traduisit plus tard), ainsi que la poésie d'autres auteurs étrangers comme Baudelaire, Verlaine, Poe, Novalis, le théâtre de Hauptmann, et les romans de Tolstoï, Stendhal et Flaubert, ainsi que Don Quichotte et Nouvelles exemplaires pour la première fois.
À son retour dans sa ville natale, il fonda, avec la collaboration de Miguel de Unamuno et d'Alberto Jiménez Fraud, la revue Gibralfaro, unique animateur du panorama culturel de la ville pendant longtemps et jusqu'à l'arrivée de Litoral, éditée par Manuel Altolaguirre.
Quand il arriva à Madrid, en 1910, il étudia l'histoire de l'art à l'Université centrale de Madrid et se spécialisa pour l'archéologie. Un an plus tard, il commença à travailler au Centre d'études historiques, créé un an plus tôt, en étudiant, cataloguant et reproduisant des miniatures mozarabes, et wisigothes. Il fit de nombreuses excursions avec Manuel Gómez-Moreno de qui il était l'élève aux côtés de Ricardo de Orueta, lors desquelles il dessinait des chapiteaux ou des taquets, faisait des photographies et prenait de nombreuses notes.
Après quelques années de grandes difficultés financières et personnelles (de 1912 à 1916), son ami Jiménez Fraud vint à lui et lui proposa d'intégrer la Résidence d'étudiants de Madrid dont il était le directeur, pour sa droiture morale, son goût du travail, et pour l'aide précieuse qu'il apporterait à cette institution qui venait de naître. José Moreno Villa fut ainsi l'un des précurseurs de la Résidence, exerçant de pont avec la Génération de 27 et en y résidant du début, en 1917, à la fin, 1937. Il y enseigna l'architecture dans le cadre des « Écoles Techniques » ; il fit intervenir dans ses cours des figures de l'architecture telles que Walter Gropius, Erich Mendelsohn, Le Corbusier ou encore Sir Edwin Lutyens.
En plus d'y enseigner l'architecture, il participait activement à l’« œuvre résidentielle » en amenant les étudiants au musée du Prado, à faire des excursions avec eux et en collaborant avec la revue historique de la Résidence, Revista Residencia, pour ainsi faire partie de ceux qu'il appelait lui-même « les 500 », et se lia d'amitié avec Alberto Sánchez Pérez et Benjamín Palencia, avec qui il participa, en 1925, à l'Exposition de la Société d'Artistes Ibériques dans le Parc du Retiro, et qu'il accompagne dans l'expérience connue comme la première Escuela de Vallecas.
Quand il commença à écrire, ses principaux modèles furent Antonio Machado, Juan Ramón Jiménez et Rubén Darío. Ces deux premiers ainsi que Eugenio d'Ors et Pedro Henríquez Ureña eurent dès le début et tout le long de sa carrière des mots d'encouragements : Eugenio d'Ors lui écrivaient régulièrement et pour chacune de ses publications pour le féliciter, Antonio Machado lui rendait visite dans sa chambre de la Résidence pour écouter ses poésies, et Juan Ramón fut un appui moral de tous les instants.
Par ailleurs, Pedro Henríquez Ureña, qui apprenait certains des poèmes de Moreno Villa par cœur, lui offrit la possibilité de publier sa poésie au Costa Rica et il en ressortit la publication de Florilegio. Ureña écrivit d'ailleurs le prologue de ce livre, qui incluait également un article dithyrambique qu'Eugenio d'Ors avait publié dans la revue España en janvier 1915.

### Œuvre poétique
Il traversa ainsi plusieurs générations : celle de 98, celle de 27 et celle de 36. Lui-même déclara dans son autobiographie Vida en Claro que l'instinct lui disait clairement qu'il devenait plus obscur, entre deux générations lumineuses : celle des poètes de 98 et celle des Federico García Lorca, Rafael Alberti, Pedro Salinas, Luis Cernuda, etc.
Ses contemporains, loin de l'exclure de chacune de ces générations, l'intégraient d'un mode qu'ils pensaient légitime en l'invitant à des hommages des générations antérieures, ou en l'incluant dans les revues et les anthologies.
Il se caractérisa pour son style sobre et intellectuel. Ses premiers recueils de poésie, Garba (1913), El Pasajero (1914), Luchas de Pena y Alegría y su transfiguración (1916) et Evoluciones (1918), marqués par ses inquiétudes idéologiques et une tendance au symbolisme, annonçaient d'une certaine manière Lorca pour son emploi du « néo-popularisme andalousiste. »
Garba voyait prédominer comme thèmes l'influence du criticisme ambiant et de ses hommes : ceux de la génération 98 ; les problèmes espagnols et hispaniques, le lyrisme philosophique (hérité des lyriques allemands, des Machados, Unamuno, Darío) et des inquiétudes amoureuses et philosophiques. Manuel Machado dit qu'il y avait déjà dans ce premier livre le José Moreno Villa de demain.
Avec El Pasajero, la contemplation du passé signale la continuité de la pensée de Moreno Villa dans les thèmes historiques. Juan Ramón Jiménez met en avant le dynamisme de José Moreno Villa et de sa poésie dans un poème qu'il lui dédie, tandis que Moreno Villa définit lui-même sa poésie comme « barroque, pleine de mouvement et de violence, montée sur des métaphores. »
Moreno Villa qualifia de « jouet au ressort cassé, une allégorie naïve et faible » son livre suivant, Luchas de Pena y Alegría y su transfiguración, qu'il écrivit en réponse aux critiques reçues pour son livre précédent.
Trois ans plus tard, il reprend avec Evoluciones ses thèmes des circonstances extérieures, de l'Histoire de l'art et des voyages archéologiques, il y inclut une intimité non subjective, destinée à l'objet, en pensant à « cet incessant passage de l'homme, cette chaîne d'êtres qui viennent et vont pour ne plus jamais revenir, parfois si complets, si bienfaisants, si brillants » Garba. 

En 1924 José Moreno Villa publia Colección. L'auteur voulut rassembler ce qu'il avait publié lors des trois dernières années dans les journaux et autres revues, afin de montrer ses différentes approches artistiques, faisant ainsi de ce livre une forme de transition entre ce qu'il avait déjà fait et la nouvelle voie qu'il commençait à prendre. Il recherche dans ce livre la paix et la pondération, l'isolement et l'élévation, la foi, la maturité ; mais c'est celle de la sérénité qui prédomine, tout en laissant des pistes montrant que l'auteur n'est nullement serein. Il faut en effet connaître le contexte historique dans lequel il écrit ces vers, à savoir qu'il s'agit de ses années les plus turbulentes et erratiques à la Résidence. Le livre suscita beaucoup d'intérêt à sa sortie pour son approche d'une poétique depuis la perspective d'un peintre, tout en gardant le langage populaire de ses racines :
« [...]

Déjame tu caña verde.

Toma mi vara de granado.

¿ No ves que el cielo está rojo

y amarillo el prado

que las naranjas saben a rosas

y las rosas a cuerpo humano

¡ Déjame tu caña verde !

¡ Toma mi vara de granado !

[...] »
— José Moreno villa, Colección

« [...]
Laisse-moi ta canne verte
Prends mon bâton de grenadier
Ne vois-tu pas que le ciel est rouge
et jaune est le pré ;
que les oranges ont un goût de roses
et les roses du corps humain
Laisse-moi ta canne verte !
Prends mon bâton de grenadier !
[...] »
— Colección
Pour beaucoup le chef-d’œuvre de José Moreno Villa fut Jacinta la pelirroja (1929), qu'il publia d'abord dans le 11e supplément de la revue Litoral de Malaga, accompagnant les poèmes de dessins, fait unique jusque-là. C'est un livre audacieux et lucide, marqué par la plénitude avant-gardiste et anti-romantique. Il y fit se marier les techniques de la poésie et de la peinture avec la musique syncopée du jazz pour se remettre de manière humoristique d'une déception amoureuse avec une jeune juive new-yorkaise,. Il poussa plus loin le surréalisme qu'il n'usait qu'avec parcimonie dans ses œuvres antérieures ; comme le dit Vittorio Bodini, important poète, traducteur et spécialiste de la littérature espagnole, peut-être que l'« espace » de ses poésies est le net et le splendide des premiers livres d'Alberti, mais elles sont bien à lui, ces choses qu'il y place, en accord avec un critère plus figuratif que de chant, et en les organisant sémantiquement en un jeu de relations toujours variées entre l'abstrait et le concret ; ces choses, ces concepts, ces coutumes qui proviennent des zones les plus extravagantes de la prose et du quotidien (avec une prédilection pour les néologismes et les termes qui indiquent de nouveaux mythes et coutumes du siècle : taxi, dollars, John Gilbert, films, usines, Ford, aimant, apache, photogénie, jazz, sport, garage) rejettent toute systématisation logique ou mélodique pour se planter selon la pure nécessité de composition qui donne à l'ensemble une dure unité documentaire et cubiste. Il s'agissait en tous cas d'un travail d'une intimité profonde et légitime, où Moreno Villa voulut rentrer dans le monde mystérieux qu'il avait partagé avec Jacinta, son amour frustré à New York, quelques années auparavant.
Moreno Villa s'inscrit ensuite à la fièvre surréaliste et à l'écriture automatique — il l'évoqua ainsi : « Je les ai écrits en me laissant emmener par la fugue des idées, sans contrôle, fasciné par le côté arbitraire et explosif, par la douceur et l'irresponsabilité. » — avec Carambas (1931), puis s'adonne à la méditation existentielle de Salón sin muros (1936), où le poète exprime avec la plus grande clarté ses préoccupations intimes : la métaphore du salon pour représenter son intimité est particulière en ceci qu'il s'agit d'un lieu intime familial — a contrario d'une chambre, par exemple. Qu'il n'ait pas de mur indique qu'il ne connaît pas lui-même ses limites. Le personnage poétique de Salón sin muros va jusqu'à « ne pas se sentir », ou au moins à constater les 
« [...]

rastros de un ser cuya existencia no alcanzo

de un ser ingrávido, invisible,

soplo de sombra en la noche cerrada

[...] »
— José Moreno villa, Salón sin muros

« [...]
traits d'un être dont il n'atteint pas l'existence
d'un être aérien
souffle d'une ombre dans la nuit fermée
[...] »
— Salón sin muros
Il cherchait également à exprimer que la liberté absolue est aussi la solitude absolue en usant d'un processus très fréquent dans sa poésie, l'antithèse :
« [...]

Es ser para sí, para nadie.

Es vivir para librarse de sí mismo

[...] »
— José Moreno villa, Salón sin muros

« [...]
C'est vivre pour soi, pour personne.
C'est vivre pour se libérer de soi-même.
[...] »
— Salón sin muros
Il demeurera l'un de ses meilleurs livres.

### Œuvre picturale
En 1924, Moreno Villa s'inscrivit aux cours de dessin de Julio Moisés, auxquels assistaient d'autres jeunes peintres comme Salvador Dalí ou Maruja Mallo. Il abandonna cependant assez rapidement pour commencer à peindre et à expérimenter librement. Il se rappellera cette époque picturale ainsi : « Mon sens de la couleur se complémentait avec celui de Juan Gris ou avec celui de Georges Braque. Les couleurs sépia et vert profond de certains tableaux m'enthousiasmaient, jouaient avec les blancs et les ocres. Je trouvais que manier les couleurs ainsi, de la façon cubiste, offrait un plaisir plus frais et pur que les manier de la manière traditionnelle. J'arrivais, dans mon fanatisme, à ne pas être capable de contempler un seul tableau du Musée du Prado ».
Moreno Villa commençait à intégrer le monde pictural espagnol du moment et il fut inclus dans la Première Exposition des Artistes Ibériques qui eut lieu en mai 1925 dans les Palais du parc Retiro à Madrid. Cette exposition, un moment clé dans l'histoire de l'art moderne espagnol — cette exposition, appelée « Salón de Artistas Ibéricos », réunit des peintres qui voulaient rompre avec l'académisme en vigueur et qui constitueraient l'avant-garde espagnole : José Luis Gutiérrez Solana, Alberto Sánchez Pérez, Salvador Dalí, Francisco Bores, Joaquín Peinado, Maruja Mallo, José Caballero, etc. —, révéla le peintre Moreno Villa à la profession en Espagne, notamment grâce à un article de la Revista de Occidente, qui fit état de cette exposition et présenta Moreno Villa comme l'un de ses grands participants. Il y présenta trois peintures à l'huile et plusieurs dessins. C'est à cette époque-là qu'il commença sa série de dessins appelée dibujos alámbricos (traduisible par « dessins en fil de fer »). Avec cette recherche de la ligne, José Moreno Villa montre déjà un esprit libre dans la création où le jeu intellectuel se traduit en arabesques à l'accent lyrique marqué. D'ailleurs, dans son œuvre cubiste, il s'éloigne aussi des cubistes traditionnels en changeant certains codes esthétiques : son tableau Composición cubista est le parfait exemple de la volonté de Moreno Villa de donner plus d'importance au chromatisme et à la pâte picturale afin de créer une emphase esthétique qui remet en question la priorité constructive du cubisme.
L'année 1927 fut particulièrement productive dans la création plastique de Moreno Villa. Il repartit à Paris, où il rendit visite à Robert Delaunay, et pour raffermir sa relation avec les jeunes peintres espagnols établis là-bas. Sa peinture en fut clairement influencée par Francisco Bores, Joaquín Peinado et Hernando Viñes, de qui il était particulièrement proche. Les Bodegones et les compositions réalisées cette année par Moreno Villa étaient en harmonie complète avec la nouvelle mouvance picturale — particulièrement le cubisme — qui commençait alors à surgir de la « deuxième École de Paris » ; les peintres qui résidaient en Espagne le considérèrent même comme l'un des plus légitimes représentants de cette tendance.
Pourtant peu de temps après, il abandonna le cubisme pour s'immerger un peu plus dans une figuration lyrique, libre et ouverte, et l'œuvre qui caractérise le mieux cette tendance est la série de gravures qu'il fit sur le Polifemo de Luis de Góngora, qui apparurent pour la première fois à l'occasion d'une exposition à Madrid, dans un lieu quelque peu insolite, puisqu'il s'agissait du salon automobile Chrysler ; ou bien celles, plus lyriques et poétiques encore, comme les gravures représentant une femme et la nature. À propos des gravures de José Moreno Villa, seulement cinq sont connues : Le Musée Reina Sofía en possède deux, Radioaficionado, Interior (les deux sont de 1927) ; la Bibliothèque Nationale en possède un autre, et la Résidence d'étudiants, les deux autres — ils ne sont pas datés, mais il semble probable qu'ils soient de 1927 également.
Cette peinture « poétique » pourrait être connectée avec certaines œuvres de Picasso de Dinard et Boisgeloup, d'Alberto Sánchez, Maruja Mallo et Benjamín Palencia. Puis il alla approfondir l'aspect surréaliste de son travail, où il s'intéressa, comme dans sa poésie, à l'automatisme, à l'onirisme, donna plus d'importance et d'essence au geste immédiat comme acte directeur et spontané. Il réalisa une synthèse très personnelle et hybride, en fusionnant les éléments figuratifs et abstraits et en ayant recours aux techniques innovantes de son temps, tels que le dripping ou les effets de transparence. Les correspondances entre sa poésie et sa peinture semblent évidentes, comme entre son poème Cuadro cubista de Jacinta la pelirroja et ses Bodegones,.
En décembre 1928, il célèbre sa deuxième exposition individuelle dans les salles de l'Athénée de Madrid, institution qui deviendrait, à partir de cette année, la salle d'expositions la plus engagée avec les nouveaux courants de l'avant-garde picturale espagnole. José Moreno Villa y dévoila son monde par le biais d'une vingtaine d'huiles sur toile et de six sur papier. D'infinies et variées tendances et essais le composaient, et ne manquaient pas de surprendre le public. Il s'affirma de cette manière dans sa nouvelle figuration ancrée dans un univers poétique, qu'il décripta plusieurs années plus tard : « Un art lyrique ne peut être fait que par un peintre poète. »
En 1929 il participa à l'Exposition régionale d'Art de Grenade, au « Salón Permanente de Arte » où il reçut, conjointement à son ami Joaquín Peinado, lui aussi de Malaga, le prix de peinture pour son Bodegón de las uvas. Il y exposa toute une série de tableaux qui reflétaient son parcours pictural : en plus de ses bodegones, grâce auxquels il s'inscrivait dans la ligne des peintres espagnols installés à Paris, il y avait notamment Cisnes, qui permettait déjà de s'apercevoir de la direction que prenaient ses expérimentations d'alors, au travers de ces transparences et autres superpositions.
Dans les années 1930, il s'essaya au style de son ami Salvador Dalí en reprenant certains concepts comme l'équilibre et le temps dans des œuvres comme Con la piedra a cuestas ou Viéndolo pasar.
José Moreno Villa fut également l'unique artiste à avoir exploité le grafumo (dessin sur « papier fumé »), entre 1931 et 1937. L'idée lui vint dans le laboratoire de physiologie de Juan Negrín, où plusieurs membres de la Résidence d'étudiants se réunissaient. Le blanc très net qui ressortait des papiers fumés utilisés pour réaliser des cardiographies attira son attention et il voulut expérimenter avec ce matériel. Le processus de préparation était particulièrement compliqué, ce qui explique le peu de grafumos réalisés. Il en produisit deux groupes : ceux qu'il fit à Madrid, sur lesquels il imprima de la couleur — comme Pareja en la playa (1931) et Mujeres y cabeza de toro en la playa (1932) — ; et ceux qu'il fit à Mexico — comme Catarsis —, en noir et blanc.
Il continua ensuite à travailler principalement à l'huile — comme Curitas y piedras ou Pájaros —, en s'attachant toujours à conserver cette volonté de rapprocher le modernisme aux arts plastiques espagnols. Il eut tantôt un rôle d'avant-gardiste, tantôt un rôle de relayeur des styles picturaux les plus importants de son temps.

### Activités extra-artistiques
José Moreno Villa travailla au Centre d'études historiques de 1910 à 1916, où il se spécialisa dans l'archéologie, l'architecture et l'Histoire de l'art sous la direction de Manuel Gómez-Moreno et Elías Tormo. Il mettait un point d'honneur à ne pas mélanger la littérature et l'Histoire, mais il sut tirer profit de ses investigations historiques en appliquant leur nature évocatrice à sa littérature. Il s'enrichit de son expérience au Centre en étant aux côtés des gens de la philologie, de l'histoire du droit, de l'arabe, des mathématiques, de Ramón Menéndez Pidal, José María Hinojosa, Alfonso Reyes, Luis Bello, Miguel Asín Palacios, Julio Rey Pastor, etc. Mais ces années furent précaires pour Moreno Villa, et il abandonna ce travail pour intégrer la nouvelle Résidence d'étudiants grâce à Jiménez Fraud.
Entre 1917 et 1921, il travailla pour la maison d'édition Editorial Calleja (es) ; il publia de nombreux articles et ouvrages sur l'Histoire de l'Art, dont un qui fut très remarqué : Velázquez en 1920.
À la suite de cela il intégra le corps des Archivistes mais fut destiné à Gijón pendant un an, comme bibliothécaire et archiviste pour Jovellanos et Ceán Bermúdez. Il y élabora le catalogue des dessins du Real Instituto Jovellanos (es) et traduisit de l'allemand, sous la recommandation d'Ortega y Gasset, un livre capital de Heinrich Wölfflin, Principes fondamentaux de l'histoire de l'art, le problème de l'évolution du style dans l'art moderne, qu'il termina en 1924. Il avait beaucoup de temps libre et s'adonnait au tennis, consultait l'Encyclopédie française et se promenait avec le peintre Piñole.
Au travers de sa profession comme historien spécialisé dans l'art et comme responsable des archives (il fut directeur des « archives du Palais », c'est-à-dire ce qui deviendrait la Real biblioteca, la bibliothèque royale, de 1931 à 1936), il contribua à l'investigation du patrimoine artistique espagnol et à la divulgation de l'architecture moderne qui commençait à se réaliser en Espagne à partir des années 1920. 
À partir de 1927 et pendant une dizaine d'années, il occupait ainsi ses journées : quatre heures consacrées à ses activités d'archiviste fonctionnaire, puis le reste de son temps il le divisait en heures de peinture, d'écriture, il organisait les numéros de la revue Arquitectura, pour laquelle il travailla de 1927 à 1933, faisait visiter le musée du Prado aux étudiants de la Résidence d'étudiants, voyait ses amis et lisait.
Il fut le premier critique et analyste d'architecture depuis sa section hebdomadaire dans le journal El Sol en 1935, où il fit un diagnostic passionné de la difficile et douloureuse situation espagnole de l'époque. Ses articles hebdomadaires se convertirent en collaborations quotidiennes et eurent une grande influence et répercussion au point d'être censurés, d'abord partiellement, puis complètement.
Dix ans plus tard fut publiée au Mexique la compilation de ces articles dans le livre Pobretería y locura (1945) ; Juan Pérez de Ayala considéra ce livre comme l'un des meilleurs portraits de la décomposition de l'Espagne de 1935 et Azorín lui dit, à l'époque où il écrivait ses articles : « Vous êtes arrivé au summum : la simplicité. » Ce livre fut publié dans un contexte de forte activité politique, à laquelle prenait part Moreno Villa en se positionnant clairement et publiquement à faveur des socialistes et de la république ; ce livre fut censuré de deux articles.
José Moreno Villa publia beaucoup de textes dans la revue España, bien qu'il ne sentît pas ses textes à leur place au milieu de textes philosophiques, politiques, sociologiques ou encore scientifiques, et peu dans la revue Revista de Occidente, où il partageait le travail d'écriture avec Ortega y Gasset, Manuel García Morente, Vela, Sacristán, Blas Cabrera et Gustavo Pittaluga, notamment. Là où il collabora de façon très régulière et diversifiée fut à El Sol. En effet, il publia de nombreuses études sur l'Histoire de l'Art, sur l'art d'avant-garde, puis plus tard sur l'art colonial mexicain ; et fut l'auteur d'articles intitulés Estudios superficiales (« études superficielles »), entre 1926 et 1931, où il proposait des réflexions sur de nombreux problèmes de la modernité en relation avec l'urbanisme, les nouvelles constructions, les changements dans les mœurs ou sur la nouvelle peinture et ses protagonistes. Il y écrivit ses premiers articles sur des « Temas de Arte » (des sujets d'art), à propos des peintres baroques José de Ribera, Diego Vélasquez, Francisco de Zurbarán et Bartolomé Esteban Murillo ou modernes comme l'art noir et les peintres français Henri Rousseau, Paul Cézanne et Georges Seurat. Parmi ses articles de presse, se distinguait Una lección de museo. Tras la morfología de Rubens (« Une leçon de musée. À propos de la morphologie de Rubens »), publié dans Revista de Occidente.
Il accomplit par ailleurs un grand travail pour la revue officielle de l'École technique supérieure d'architecture de Madrid et comme organisateur de la première visite en Espagne de Le Corbusier. Sachant parler allemand, il traduisit, en plus des Principes fondamentaux de l'histoire de l'art, le problème de l'évolution du style dans l'art moderne de nombreux textes sur l'architecture provenant d'Allemagne et d'Autriche, contribuant ainsi de manière décisive à l'historiographie de l'art.

### Exil
José Moreno Villa n'a jamais vraiment su se consacrer de façon stable à une activité ou à un métier. C'est dans la continuité de cette forme d'éternel intérimaire et son engagement pour la République qu'il fut amené à s'exiler, d'abord aux États-Unis, puis au Mexique, où il passera un certain temps, à partir du 7 mai 1937. Au Mexique — « lieu où me menèrent les vagues à un moment inespéré » — il fut l'un des premiers membres d'El Colegio de México, d'abord appelé Casa de España.
Il intégra là-bas un groupe d'intellectuels qu'il fréquentait déjà à Montparnasse : Federico Cantú (es), Alfonso Reyes, Luis Cardoza y Aragón, Renato Leduc (es).
Il travaille dans l'administration des tableaux des Biens nationaux, tient des conférences et participe à des expositions, présentant des dessins et des tableaux en 1937 et 1938. Il intègre la Casa de España en México, qui commence ses activités en 1938. L'année suivante, il se marie avec Consuelo Nieto, veuve de Genaro Estrada.
Cette étape eut une importance capitale dans sa vie et dans son œuvre, car comme lui-même l'admit, son style s'est « mexicanisé ». Sur ce pays il écrit Cornucopia de México (1940), dans lequel il déclara être capable de conserver un style de peinture mexicain, même en étant dans des lieux très éloignés, tels que la Norvège : « Pour évoquer rapidement une grande série de signes mexicains, c'est-à-dire d'éléments plastiques comme des maisons, des chemins, des villages, des profils et visages, des fêtes traditionnelles, des chansons, des vêtements », ainsi que le « langage, les idiotismes, la phonétique et toute la grammaire. »

Il échangea, hors de l'Espagne, son jeu avant-gardiste pour la nostalgie dans une poésie ré-humanisée qui s'exprimait dans les formes classiques ou néo-popularistes et dans la retenue verbale. Ces poèmes de l'exil révélèrent aussi la découverte de cette nouvelle réalité depuis la perspective d'un poète qui approfondit la mémoire mais observe également le présent avec la mesure et la dignité du banni :
« [...]

Sentémonos aquí bajo la noche,

frente al volcán, en este pedacito

de tierra que se mueve en el espacio.

[...] »
— José Moreno villa, Cornucopia de México

« [...]
Asseyons-nous ici sous la nuit,
face au volcan, sur ce petit morceau
 de terre qui se meut dans l'espace
[...] »
— Cornucopia de México

### Legs, mort et reconnaissance
José Moreno Villa commença sa « réflexion sur son moi profond » comme il l'appelait lui-même avec Salon sin muros (voir ch. 1.2 Son œuvre poétique), en 1936, puis il publia trois ans plus tard dans la revue mexicaine Taller le texte intitulé Topografía de la casa paterna (Visión supersticiosa) (« Topographie de la maison paternelle (Vision superstitieuse) »), titre qui devint par la suite celui du premier chapitre de son autobiographie Vida en claro, et qui marquera le ton et le développement du livre. C'est en 1944 qu'il fut publié avec une édition mexicaine conjointe entre le Colegio de México et le Fondo de Cultura Económica, avant d'être rééditée en 1976 en Espagne avec l'aide du Mexique par le même fond, puis finalement en 2006 par le biais de la maison d'édition espagnole Visor Libros, seule).
Il y explique son legs en ces mots : « Ce que j'ai fait bénéficiera les autres : quelques livres, qui, même les plus mal écrits, serviront à ne pas répéter mes fautes ; et une part d'articles, de peintures, de dessins, de leçons et de conférences. »
En 1949, il publia le livre La música que llevaba, dans lequel il réunit, alors en exil au Mexique, une anthologie personnelle de son œuvre entre 1913 et 1947. En plus d'offrir une large introduction sur sa trajectoire vitale et artistique, dans cette double condition de poète et peintre, elle permet de mieux suivre - grâce surtout à la nouvelle édition de 1998, où les textes sont ordonnés chronologiquement et où quatorze poèmes écrits entre 1947 et 1955 ont été ajoutés - l'évolution naturelle de sa poésie depuis ses premiers livres dans lesquels le poète cherchait une voix personnelle entre une génération de 98 définie par certains comme épigonale et l'influence du cubisme, jusqu'aux poèmes de l'exil, de la ré-humanisation et de la nostalgie.
José Moreno Villa mourut en 1955, au Mexique. Il laissa derrière lui l'œuvre d'un poète non professionnel qui avait rejeté « les objets de luxe, les perles, les rubis, les aurores roses, et le seul mérite pour lequel il souhaitait être reconnu, était celui d'avoir été le premier à avoir adopté, dans la poésie espagnole, les mots, et particulièrement les adverbes, prosaïques. »
En général, il est considéré comme un « poète de transition », étant donné qu'il peut être considéré d'une certaine manière comme un précurseur de la génération de 27. Mais le principal de son œuvre appartient clairement à la poétique du groupe. Le musée de Malaga conserve quarante-neuf des œuvres de José Moreno Villa, qui ont été réalisées suivant des techniques et des styles différents.
Juan Ramón Jiménez fit deux portraits ironiques de lui, dans Españoles de tres mundos (1960) : « Je ne sais pas ce qu'il a cet ami, qui, chaque fois qu'il vient, nous va bien » ou encore « il est fait de bois choisi, nu, naturel par moments, ou rarement étouffé ici et là-bas avec sobriété et rigueur ».
En 1989, La Résidence d'Étudiants de Madrid installa la bibliothèque de José Moreno Villa entre ses murs.
Il est reconnu Hijo de la Provincia de Málaga (traduisible par « enfant chéri de la région de Málaga ») le 15 juin 1998.
L'écrivain Antonio Muñoz Molina l'inclut dans son roman La Noche de los tiempos (es) (2009), en créant un personnage basé sur lui, et étant l'un des amis du protagoniste principal, Ignacio Abel. Il revendiqua ainsi sa figure de précurseur des idées qu'il ne sut ou ne put rentabiliser et que d'autres s'approprièrent.
En 2012, la Journée nationale du livre de Málaga fut dédiée à José Moreno Villa, comme Auteur de l'année 2012 ; ainsi fut préparée une exposition dans le Centro Andaluz de las Letras (es), qui en plus édita 100,000 exemplaires d'une anthologie du poète réalisée par Rafael de Cózar. À cette occasion, Julio Neira, le directeur général du Libros, Archivos y Bibliotecas du Conseil régional, voulut ainsi célébrer celui qui « fut le plus important intellectuel du XXe siècle », selon lui
À l'occasion de sa mort, Manuel Altolaguirre écrivit le poème José Moreno Villa, en hommage a son ami :
« [...]

poeta desterrado nunca fuiste

porque la luz y el fuego

traspasaron los cielos

[...]

Pero al verte y no verte,

José Moreno Villa

siento el mundo pequeño

y quisiera pensar que lo tuviste

desde niño al alcance de tu mano. »
— Manuel Altolaguirre, José Moreno Villa

« [...]
poète exilé jamais tu ne fus
parce que la lumière et le feu
traversèrent les cieux
[...]
Mais de te voir et de ne pas te voir
José Moreno Villa
je sens que le monde est petit
et j'aimerais penser que tu l'as eu
dès l'enfance à portée de la main. »
— José Moreno Villa
Octavio Paz y alla lui aussi de son hommage, à sa manière, en faisant le portrait de la vivacité de Moreno Villa qu'il dépeignit comme un oiseau : 

« Visages de Moreno Villa, jamais sculptés ni dessinés, toujours mobiles, changeants, sautant de l'étonnement à la réticence : vivacité, lyrisme, mélancolie, élégance sans ombre d'affectation. Jamais lourd ou insistant. Moreno Villa, oiseau. Mais, quel genre d'oiseau? […] Un oiseau fantastique. Un oiseau rare. Et pourtant, familier de notre ciel et notre terre. […] Oiseau solitaire, mais sans fuir les relations avec ses semblables. […] Geste d'un oiseau dans son arbre, d'un poète dans son nuage […] Et d'ailes. Il ne savait ni ne pouvait marcher au milieu de la foule : des ailes pour voler. »

« De la liste des prodiges desquels nous nous rappelons, celui de l'oiseau qui parle et de l'arbre qui chante, il ne faut pas oublier celui du poète qui peint » dira de lui Xavier Villaurrutia.

## Œuvre

### Poésie
- Garba[B 3] (1913)
- El pasajero[B 4], prologue de José Ortega y Gasset (1914)
- Luchas de Pena y Alegría y su transfiguración[B 5] (1916)
- Bestiario[B 16], (1917)
- Evoluciones. Cuentos, Caprichos, Bestiario, Epitafios y Obras paralelas[B 6] (1918)
- Florilegio[B 1] (1920)
- Patrañas[B 17] (1921)
- Colección. Poesías[B 7] (1924)
- Jacinta la Pelirroja. Poema en poemas y dibujos[B 8] (1929)
- Carambas[B 9] (1931)
- Puentes que no acaban[B 18] (1933)
- Salón sin muros[B 10] (1936)
- Puerta severa[B 19] (1941)
- La noche del Verbo[B 20] (1942)
- La música que llevaba. Antología poética (1913-1947), Editorial Losada (1949)
- Voz en vuelo a su cuna (Avance de ese libro inédito). Posthume (1961)
- Voz en vuelo a su cuna[B 21] prologue de León Felipe, épilogue de Juan Rejano. Posthume (1961)

### Critique artistique
- Velázquez[B 11] (1920)
- Dibujos del Instituto de Gijón[B 22] (1926)
- La Escultura colonial mexicana[B 23] (1942)
- Lo mexicano en las artes plásticas[B 24] (1948)
- Función contra forma y otros escritos sobre arquitectura madrileña, 1927-1935[B 25], Édition, introduction et notes de Humberto Huergo Cardoso. Posthume (2010)

### Critique littéraire
- Doce manos mexicanas (datos para la historia literaria). Ensayo de quirosofía[B 26] (1941)
- Leyendo a San Juan de la Cruz, Garcilaso, Fray Luis de León, Bécquer, Rubén Darío, Juan Ramón Jiménez, Jorge Guillén, García Lorca, Antonio Machado, Goya, Picasso[B 27] (1946)
- Los autores como actores. Y otros intereses de acá y de allá[B 28] (1951)
- Análisis de los poemas de Picasso[B 29], Posthume (1996)

### Autres œuvres
- Patrañas[B 30], Contes (1921)
- La comedia de un tímido. Comedia en dos actos[B 31], Théâtre (1924)
- Pruebas de Nueva York[B 32], Journal de voyage (1927)
- El Carbón y la rosa[B 33], de Concha Méndez (dessins de José Moreno Villa, 1935)
- Locos, enanos, negros y niños palaciegos : gente de placer que tuvieron los Austrias en la corte española desde 1563 a 1700[B 34], Documentation historique (1939)
- Cornucopia de México[B 14], Essai (1940)
- Vida en claro. Autobiografía[B 2], Mémoires (1944)
- Lo que sabía mi loro. Una colección folklórica infantil reunida e ilustrada por José Moreno Villa[B 35], Anthologie folklorique de littérature infantile (1945)
- Pobretería y locura[B 13], Recueil d'articles journalistiques (1945)
- La Señorita Elisa[B 36], traduit et illustré par José Moreno Villa (1945)
- Retablo Hispánico[B 37], Anthologie poétique dirigée par José Moreno Villa, avec plusieurs auteurs (1946)
- Diverses publications dans la revue Litoral[71] : première et deuxième époques : nº2 (dessins Schola cordis, 1926), nº5, 6, 7 (dessin d'une tête de taureau, poèmes Contra presagio et Ilusión, 1927), nº8 (poèmes D, El Duende, Al pueblo, sí, pero contigo de son futur recueil Jacinta la pelirroja, 1929) ; troisième époque : nº1 (Confusión y bloqueo, ch. 1-6, 1944), nº2 (Divagaciones en Mocambo, 1944), numéro spécial (El nombre hecho hombre, 1944).